# Lamprolonchaea longicerca
Lamprolonchaea longicerca är en tvåvingeart som beskrevs av Macgowan 2005. Lamprolonchaea longicerca ingår i släktet Lamprolonchaea och familjen stjärtflugor.
Artens utbredningsområde är Tanzania. Inga underarter finns listade i Catalogue of Life.